# Los Tambores de Emiliano Zapata
Los Tambores de Emiliano Zapata är en ort i Mexiko.   Den ligger i kommunen Calakmul och delstaten Campeche, i den östra delen av landet, 1 000 km öster om huvudstaden Mexico City. Los Tambores de Emiliano Zapata ligger 148 meter över havet och antalet invånare är 215.
Terrängen runt Los Tambores de Emiliano Zapata är huvudsakligen platt, men åt sydväst är den kuperad. Los Tambores de Emiliano Zapata ligger nere i en dal. Runt Los Tambores de Emiliano Zapata är det glesbefolkat, med 11 invånare per kvadratkilometer. Närmaste större samhälle är Santo Domingo, 6,8 km väster om Los Tambores de Emiliano Zapata. I omgivningarna runt Los Tambores de Emiliano Zapata växer i huvudsak städsegrön lövskog.